# 大川ヒロキ
大川 ヒロキ（おおかわ ひろき、旧芸名：大川浩樹、1961年9月7日 - ）は、日本の俳優。長野県出身。所属事務所は藤賀事務所。

## 出演

### テレビドラマ
NHK
- 徳川慶喜（1998年） - 猪吉 役
- 17才の帝国 第1話・最終話（2022年5月7日・6月4日）

日本テレビ
- 恋のバカンス（1997年） - 小粋なマスター
- レッツ・ゴー!永田町（2001年） - 上野総務課長 役
- anone（2018年） - 和田刑事 役

TBS
- ホワイト・ラボ〜警視庁特別科学捜査班〜（2014年） - 朝岡隆之 役
- MIU404（2020年） - 警察官

フジテレビ
- 世にも奇妙な物語
  - 「厭な子供」（2001年） - 深谷吾朗 役
- 演技者。（2002年） - 川島さん
- PICU 小児集中治療室（2022年） - 遠藤医師 役

テレビ朝日
- 千年王国III銃士ヴァニーナイツ（1997年） - 天野喬生 役
- 笑ゥせぇるすまん（1999年）
- BG～身辺警護人～ 第二シーズン（2020年） ‐ 宮口渉 役
- 相棒 Season20（2021年） - 三上彰 役

### 映画
- ケイゾク/映画 Beautiful Dreamer（2000年） - 栗原宏悦
- 舞妓Haaaan!!!（2007年）
- 綱引いちゃった!（2012年）

### 舞台
- から騒ぎ（2008年、彩の国さいたま芸術劇場大ホール） - ドン・ジョン
- じゃじゃ馬馴らし（2010年、彩の国さいたま芸術劇場大ホール）

| スタブアイコン | サブスタブ | この項目は、まだ閲覧者の調べものの参照としては役立たない、俳優（男優・女優）に関連した書きかけの項目です。この項目を加筆・訂正などしてくださる協力者を求めています（P:映画/PJ芸能人）。 |